# Love goes on
Love goes on is een nummer van The Common Linnets. Het is afkomstig van hun album The Common Linnets. Het is niet uitgegeven als officiële single maar kwam wel in de Single Top 100 terecht. Dit was het gevolg van de massale download van alle titels van het album in de week rond 17 mei 2014. De meeste nummers verdwenen weer na één week, maar deze hield het drie weken uit. Het was na de hit Calm after the storm de meest gedownloade track van het album.

## Hitnotering

### NederlandseSingle Top 100
| Positie: | 13 | 44 | 84 | uit |

### NPO Radio 2 Top 2000
| Nummer met noteringen in de NPO Radio 2 Top 2000 | '14  | '15  |
| ------------------------------------------------ | ---- | ---- |
| Love goes on                                     | 1317 | 1324 |

1. ↑  Een vetgedrukt getal geeft de hoogste notering aan.
2. ↑  2014 was het eerste jaar met een notering voor dit nummer.
3. ↑  Deze tabel is bijgewerkt tot en met de laatste editie (2024).